# Maureillas-las-Illas
Maureliusz-las-Illas (kat.: Morellàs i les Illes) – miejscowość i gmina we Francji, w regionie Oksytania, w departamencie Pireneje Wschodnie.
Według danych na rok 1990 gminę zamieszkiwało 2037 osób, a gęstość zaludnienia wynosiła 48 osób/km² (wśród 1545 gmin Langwedocji-Roussillon Maureillas-las-Illas plasuje się na 193. miejscu pod względem liczby ludności, natomiast pod względem powierzchni na miejscu 87.).

## Zabytki
Zabytki na terenie gminy posiadające status monument historique:
- kaplica św. Marcina de Fenollar (Chapelle Saint-Martin de Fenollar)
- kościół św. Michała de Riunoguès (Église Saint-Michel-de-Riunoguès)

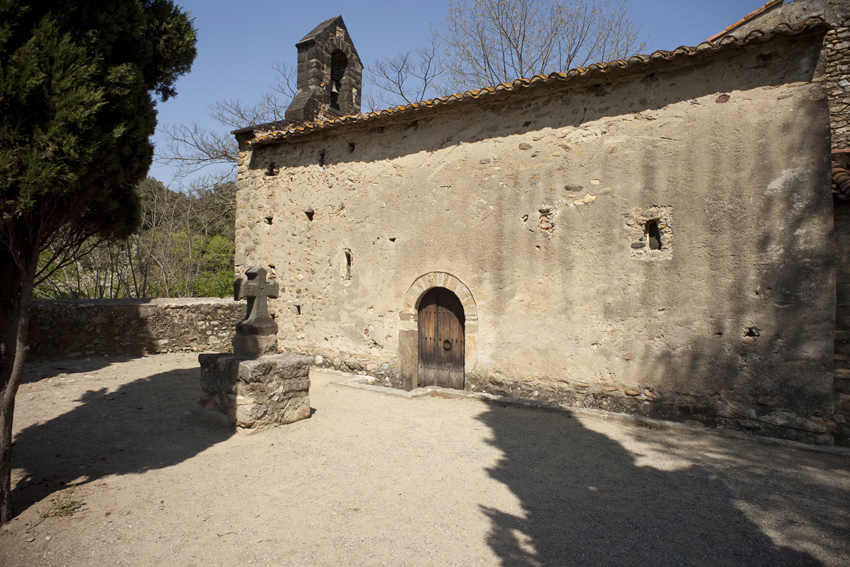
Kaplica w Maureillas-las-Illas, 2010

## Populacja

Populacja Maureliusz-las-Illas w latach 1962–2008